# Хрычиков, Александр Михайлович
Александр Михайлович Хры́чиков — советский конструктор-тепловозостроитель.

## Биография
- 1935—1941 — конструктор ОКБ по тепловозам КПЗ имени В. В. Куйбышева,
- 1947—1958 — ведущий конструктор, начальник бюро нового проектирования Харьковского завода транспортного машиностроения.
- с 1958 года начальник специального конструкторского бюро по тепловозостроению (СКБТ) (Людиново).

Руководитель создания первых маневровых тепловозов конструкции ЛТЗ.
Редактор справочника:
- Устройство тепловозов ТГМ3А и ТГМ3Б [Текст] : производственно-практическое издание / общ. ред. А. М. Хрычиков. — Москва : Транспорт, 1971. — 216 с.

## Награды и премии
- Сталинская премия второй степени (1952) — за создание конструкции и организацию серийного выпуска магистральных тепловозов ТЭ-2